# Kurt Henschel
Kurt Henschel (* 27. Mai 1921 in Havelberg; † 24. Juni 2008 ebenda) war ein deutscher Maler, Grafiker und Museumsleiter.

## Leben und Werk
Kurt Henschel kam aus einer wohlsituierten alteingesessenen Havelberger Familie. Er studierte von 1938 bis 1941 und von 1948 bis 1950 Malerei bei Karl Hofer und Heinrich Ehmsen an der Hochschule für Bildende Künste Berlin. 
Kurz vor Studienabschluss wurde er 1941 zur Wehrmacht einberufen. Aus pazifistischer Überzeugung hatte er sich mit drei Freunden das Versprechen gegeben, keine Waffe in die Hand zu nehmen. Das gelang ihm, indem er eine Nervenkrankheit simulierte. Er schuf in dieser Zeit Bilder und Zeichnungen voller Traurigkeit. 
Nach dem Studium arbeitete Henschel in Havelberg als freischaffender Maler und Grafiker. Die Stadt wurde zum wichtigsten Thema seines künstlerischen Schaffens, wobei er mit den Jahren zu einer immer freieren und zunehmend expressiven Bildsprache fand. Neben Ölgemälden schuf er insbesondere schwarz-weiße und farbige Tusch- und Kreidezeichnungen. Darüber hinaus experimentierte er mit der Kombination verschiedener Techniken. Er betätigte sich zum Broterwerb auch als Buchillustrator.
Von 1953 bis 1986 war Henschel Leiter des Prignitz-Museums. Er setzte sich neben der musealen Arbeit als praktischer Denkmalpfleger für Dom und Klosteranlage ein und gründete 1960 die Kreuzgang-Galerie. Zu seinen Zuständigkeiten gehörte auch die Boden- und Denkmalpflege. 
Henschel war bis 1990 Mitglied des Verbands Bildender Künstler der DDR. Er unterhielt lebenslang enge Kontakte zu Studienkollegen, u. a. Gerhard Moll, und zu weiteren bildenden Künstlern, Schriftstellern und Musikern u. a. in Berlin, Leipzig und Halle und bis in die USA. Als Rentner unternahm er noch Studienreisen ins Ausland.
Das Gesamtwerk Henschels wird auf 14 000 Arbeiten geschätzt. Es soll entsprechend seinem letzten Willen an das Prignitz-Museum gehen. Mit der Erarbeitung des Werkverzeichnisses war der Leiter des Geraer Museums für Angewandte Kunst Hans-Peter Jakobson (1947–2020) befasst.
Henschel war mit Waltraud Henschel verheiratet. Ihr Sohn Friedemann (* 1953) ist Keramiker in Mecklenburg-Vorpommern. Henschels Grab befindet sich auf dem Stadtfriedhof von Havelberg.

## Rezeption
„Das Œvre von Kurt Henschel, entstanden fernab der großen Kunstzentren, aber geistig mit ihnen stets verbunden, ist von nationaler Bedeutung und ist in die klassische Moderne und Avantgarde einzuordnen. …
Seine künstlerischen Anliegen gestaltete (er) zunächst mit Ausdrucksmitteln, die für die frühe Nachkriegszeit in der deutschen Kunst symptomatisch waren: düster glühende Farben, magische oder unwirkliche Räume, abstrahierte, meist organische Formen und Strukturen, mit denen Grenzbereiche menschlicher Erfahrungen zwischen tiefster Verzweiflung, aufkeimender Hoffnung sowie das Bewahren humanistischer Werte ausgedrückt wurden.“

## Buchillustrationen (vermutlich unvollständig)
- Die strahlenden Elemente – von den radioaktiven Vorgängen und den radioaktiven Strahlen. Volk und Wissen, Berlin / Leipzig 1949.
- Lehrbuch der Biologie für das 5.Schuljahr. Volk und Wissen, Berlin Leipzig 1949.
- Heinz Kruschel: Lamyz. Ziethen Verlag, Oschersleben 1995.

## Ausstellungen (unvollständig)

### Einzelausstellungen
- 1977: Magdeburg, Kleine Galerie (Zeichnungen)
- 1987: Weimar, Galerie im Cranachhaus
- 2006: Havelberg, Prignitz-Museum („Kurt Henschel Meine Klassiker. Bilder und Zeichnungen aus sechzig Jahren“)

#### Postum
- 2011: Havelberg, Prignitz-Museum („Kosmos Provinz“)[5]
- 2021: Havelberg, Prignitz-Museum („Bleib wo du bist und lass die Welt sich drehen“)[6]

### Ausstellungsbeteiligungen
- 1965 und 1984: Magdeburg, Bezirkskunstausstellungen